# ميشيل لانغ
ميشيل لانغ هي صحفية كندية، ولدت في 31 يناير 1975 في فانكوفر في كندا، وتوفيت في 30 ديسمبر 2009 في قندهار في أفغانستان.